# 産労総合研究所
株式会社産労総合研究所（さんろうそうごうけんきゅうじょ、英: SANRO Research Institute, Inc.、略称：産労総研）は、日本の出版社・シンクタンクである。1938年（昭和13年）に創設された民間の調査研究機関「産業労働調査所」が前身となっており、1995年の社名変更により現在の社名となった。なお、1924年（大正13年）創立の産業労働調査所とは無関係である。

## 概要
戦時体制下の特異な環境にあった労働問題及び労務管理の実態についての調査・研究活動に取り組むことを目的に、民間の調査研究機関（任意団体）として関根喜四郎により創設された。終戦の翌年には、内外産業労働事情及び社会運動・労働組合運動情報についても取扱いテーマとするようになり、現在は、広く企業・医療福祉分野における人事・労務問題の専門情報を調査・発信している。
主なサービスは、専門情報誌の発行、単行本をはじめとする書籍等の出版、調査研究活動・受託調査、各種セミナー・スクーリング開催、賃金・人事制度に関するコンサルティング活動である。なお、同社の主要事業となっている定期刊行誌は、会員制のサービスとなっており、会員以外が書店などで特定号のみを購入することはできない。

## 沿革
- 1938年（昭和13年）－労働問題の民間調査研究機関として「産業労働調査所」を設立。同時に、労働問題の専門情報誌として「労務時報」を創刊。
- 1963年（昭和38年）－産業労働調査所を株式会社に改組。
- 1964年（昭和39年）－「労務事情」「労働判例」を創刊。
- 1965年（昭和40年）－本社を千代田区平河町に移転。「企業と人材」を創刊。
- 1970年（昭和45年）－賃金研究の専門研究機関「日本賃金研究センター」を創設。
- 1984年（昭和59年）－本社を砂防会館別館（千代田区平河町）に移転。
- 1988年（昭和63年）－病院における労務管理や賃金問題に関する調査・研究活動を行う「日本病院経営研究所（現・医療経営情報研究所）」を創設。
- 1990年（平成2年）－単行本をはじめとした書籍関連図書を出版する「経営書院」（現在は、同社の出版部）を創設。
- 1991年（平成3年）－「病院経営新事情（現・「病院羅針盤」）」を創刊。
- 1994年（平成6年）－「医事業務事情（現・「医事業務」）」を創刊。
- 1995年（平成7年）－「株式会社産労総合研究所」に社名変更。
- 1996年（平成8年）－「婦長主任新事情（現・「看護のチカラ」）」を創刊。
- 2010年（平成22年）－「医療アドミニストレーター（現・「病院羅針盤」）」を創刊。
- 2015年（平成27年）－本社を産労文京ビル（文京区千石）に移転。
- 2019年（令和元年）－本社を三宅坂ビル（千代田区永田町）に移転。

## 定期刊行誌

### 人事労務系雑誌
- 賃金事情（1938年創刊）
- 労務事情（1964年創刊
- 人事実務（1964年創刊）
- 労働判例（1967年創刊）
- 企業と人材（1968年創刊）

### 医療福祉系雑誌
- 医事業務（1994年創刊）
- 看護のチカラ（1996年創刊）
- 病院羅針盤（2010年創刊）
- 介護人材Ｑ＆Ａ（2004年創刊、2016年休刊）

## 産労調査（独自調査）
企業・団体を対象とした独自アンケート調査を実施しており、最も古い「初任給調査」は、1961年から現在まで、ほぼ毎年実施されている。その他、代表的な調査として、人事・労務系では「モデル賃金調査」「出張旅費調査」「企業の行事調査」「育児・介護支援制度調査」「教育研修費用調査」「役員報酬に関する実態調査」、医療福祉系では、「病院職種別職位別賃金実態調査」「病院職種別モデル退職金調査」などが行われている。

### 新入社員のタイプ
企業の人事担当者、大学のキャリアセンター担当者などから成る「新社会人の採用・育成研究会」が、2018年度より採用・就職に関するアンケートや採用就職支援活動を踏まえて発表するその年の新入社員の分析。2017年度までの日本生産性本部による発表と異なり、象徴となる物品名に加えて特徴を補完する短文が添えられる。
- 2018年度：SNSを駆使するチームパシュートタイプ
- 2019年度：呼びかけ次第のAIスピーカータイプ
- 2020年度：結果が出せる?! 厚底シューズタイプ
- 2021年度：仲間が恋しい ソロキャンプタイプ
- 2022年度：新感覚の二刀流タイプ
- 2023年度：可能性は∞(無限大) AIチャットボットタイプ
- 2024年度：セレクト上手な新NISAタイプ
- 2025年度：変化を呼び込む! 新紙幣タイプ

## 書籍（出版部「経営書院」）
同社の書籍出版部門として、「経営書院」が創立した。人事労務及び医療福祉関連の実務書を中心に出版を行っている。1994年（平成6年）に単行本「大阪学」を発刊し、いわゆる「大阪ブーム」を創った。

## 附属機関

### 日本賃金研究センター
賃金研究の専門研究機関設立を目的に、外部より金子美雄、孫田良平、楠田丘の3名を招聘し、金子美雄を所長として「日本賃金研究センター」が創立された。
春闘直前の労使のスタンスを軸に展開する「春季賃金交渉セミナー」や、賃金制度の考え方や作り方、導入方法などを教授する「楠田スクーリング・職種別職能給導入講座」などの賃金問題に関する各種セミナーの開催運営、3,500社以上の指導実績を持つ「職能資格制度」を柱とする賃金・人事制度等のコンサルティング活動を実施している。

### 医療経営情報研究所
病院における労務管理や賃金問題に関する調査・研究活動を目的に、「日本病院経営研究所（現・医療経営情報研究所）」が設立された。同研究所では、「病院経営新事情」をはじめ、「医事業務事情（現・医事業務）」や「婦長主任新事情（現・看護のチカラ）」、「医療アドミニストレーター（現・病院羅針盤）」などを発行。その他、医療機関向けのセミナー活動等を行っている。